# 牙宣
牙宣是指以龈肉萎缩，牙根宣露，牙齿松动，经常渗血或渗脓为特征的疾病。牙宣是口齿科的常见病、多发病，早其多无明显症状，易被忽视，钽苦不及进治疗，日久牙齿失去气血濡养，以致动摇、脱落，咀嚼机能丧失。本病与西医的牙周病相类似。